# K2
K2는 에베레스트산(초모룽마 산)에 이어 지구에서 두 번째로 높은 산(8,611m)으로, 중국 신장 위구르 자치구와 파키스탄 길기트발티스탄의 경계(인도 측에 따르면 파키스탄 점령 카슈미르지역)에 있는 카라코람산맥에 위치하고 있다.
K2란 이름은 1856년 영국의 헨리 고드윈오스틴이 이끄는 조사단이 카라코람산맥(karakoram mountains)의 두 번째 봉우리로 측량한데서 연유하는 기호로 붙인 것으로 다른 봉우리도 K1, K3, K4, K5로 불리다가 나중에 각각 마셔브룸산, 브로드피크산, 가셔브룸 2봉, 가셔브룸 1봉으로 명명되었다.
K2는 에베레스트산에 이어 두 번째로 높은 산이지만, 등반은 더욱 어렵다고 알려져 있다. 1902년 영국의 오스카 에컨스타인과 앨리스터 크롤리가 최초로 등반을 시도하여 5차례 도전하였으나 모두 실패하였다.
그 후로 52년이나 지난 1954년 7월 31일에야 아르디토 데시오가 이끄는 이탈리아 등정대 중 아킬레 콤파뇨니와 리노 라체델리가 최초로 등정에 성공하였다. 두 번째 등정은 23년 후인 1977년 요시자와 이치로가 이끈 일본 원정대에 의해 이루어졌는데 무려 1,500명이 넘는 짐꾼들이 동원되기도 하였다.

## 한국 원정대
1986년 대한산악연맹에서 진행한 K2 원정대가 8월 3일 새벽 5시 캠프5(8,250m)를 기점으로 남동릉(South-East Ridge)인 아브루치 능선(Abruzzi ridge 또는 Abruzzi Spur) 루트로 정상에 올랐다. 장봉완 부대장과 김창선,장병호대원이 한국인 최초로 정상 등반에 성공했다. 이는 이후 1988년 한국인 최초로 에베레스트산 정상 등반 성공에 기여했다고 알려졌다.
2007년 7월 29일 오후 3:20분 다이나믹 부산 K2 원정대가 정상 등정에 성공했다.

## 루트
| |
| K2산의 남쪽면에 있는 주요 등반 루트- A : 서쪽 기둥, B : 서쪽 루트, C : 남서부 기둥 (매직라인 Magic Line), D : 남쪽면 (폴란드 선), E : 남동쪽 노선, F : 아브루치 능선(Abruzzi ridge는 Abruzzi spur,8370m가 있는 능선) |

## 같이 보기
- 히말라야산맥